# Megalopoliszi Ptolemaiosz
Megalopoliszi Ptolemaiosz (i. e. 3. század) görög történetíró
Ageszarkhosz fia volt, Polübiosz szerint előkelő állást viselt Ptolemaiosz Philopatór udvarában, akinek történetét meg is írta Peri tón Philopathora isztoriai című művében. A műből ránk csupán néhány töredék maradt. 